# Jordskælvet i Kashmir 2005
Jordskælvet i Kashmir 2005 også kendt som Nordpakistan-skælvet eller  Det Sydøstasiatiske skælv fandt sted klokken 08:50:38, lokal tid, den 8. oktober 2005 Med en størrelse af 7,6 på Richterskalaen, havde det sit epicenter under den pakistansk kontrollerede del af Kashmir, og kunne mærkes i store dele af Nord-Pakistan samt dele af Indien og Kina. Dets intensitet kan sammenlignes med eksempelvis skælvet i Quetta 1935, skælvet i San Francisco 1906 og jordskælvet i Gujarat 2001.
Den 8. november lå de officielle dødstal på ca. 87.000 mennesker, selvom visse kilder angiver dødstallet til over 100.000 personer. Provinshovedstaden Muzaffarabad, som er beliggende 95 km nordøst for hovedstaden Islamabad, lå midt i skælvet og blev for 50 % vedkommende ødelagt.
At skælvet var et led i den kontinuerlige opbygning af Himalaya-bjergkæden – som forårsages af det indiske subkontinents sammenstød med Asien – illustreres af den kendsgerning at der over epicentret ved hjælp af satellitmåling er konstateret en hævning af terrænet med 5 meter.  Jordskælvet regnes som det kraftigste langs denne bruddlinje i hundrede år. Selve bruddet strakte sig langs en 100 km lang linje, og langs denne linje blev praktisk taget alle bygninger ødelagt.
| - Detaljekort og eftersøgningshold fra Polen - Detaljekort over skælv og efterskælv - Polske soldater fra ISAF-styrken i Aghanistan hjælper med at finde frem til overlevende |